# حسن‌کندی‌رود
حسن کندی رود روستایی از توابع بخش مرکزی شهرستان هشترود در استان آذربایجان شرقی ایران است.این روستا حدودا در ۲۵ کیلومتری شهرستان هشترود و ۵۰ کیلومتری شهرستان میانه قرار دارد. و توابعی همچون روستای دلمه و رود قرانقوچای که به دربند ضحاک نیز معروف است به طرف رود قزل اوزن و شهر میانه سرازیر میشود این رود زیستگاه ماهی های مختلف همچون قزل آلا و ماهی سفید و ... می باشد؛ کوهنواردان مجهز میتوانند از طریق روستای دلمه نیز به قلعه ضحاک برسند و عبور از تونل توصیه نمیشود. لازم به ذکر است برای رسیدن به طبیعت روستای دلمه و رودخانه و همچنین سنگ گنبدی شکل که معروف است به سنگ عروس  باید از روستای حسن کندی عبور کنید. روستا دارای تاریخ و فرهنگ غنی و مردمی مهمان نواز و طبیعت به یاد ماندنی است و در بهار و تابستان شاهد چند برابر شدن جمعیت روستا هستیم زیرا اکثر اهالی روستا مقیم شهر بوشهر و تهران هستند . 

## جمعیت
این روستا در دهستان علی‌آباد قرار دارد و براساس سرشماری مرکز آمار ایران در سال ۱۳۸۵، جمعیت آن ۸۸۳ نفر در ۲۲۰خانوار بوده‌است.